# 토머스 불핀치
토머스 불핀치(Thomas Bulfinch, 1796년 7월 15일 ~ 1867년 5월 27일)는 미국의 작가로, 저서 《불핀치의 신화》로 잘 알려져 있다.

## 생애
토머스 불핀치는 1796년 7월 15일, 미국 메사추세츠 주 뉴턴에서 열한 명의 자식 중 한 명으로 태어났다. 할아버지는 그와 이름이 같은 의사였고, 어머니는 해나 앱소프, 아버지 찰스 불핀치는 워싱턴 D.C.의 미국 의회의사당에 속하는 보스턴의 매사추세츠주 의사당의 건축가였다.
불핀치는 보스턴 라틴 스쿨, 필립스 엑서터 아카데미를 거친 뒤, 1814년에 하버드 대학교 고전학과를 졸업하였다. 그 해 모교인 라틴 스쿨에서 교편을 잡다가 이듬해 형의 가게에서 일을 도왔다. 1818년 국회의사당의 설계를 맡은 아버지를 따라 워싱턴으로 이주하였고, 실업계 진출을 꿈꿨다. 이후 1825년 보스턴으로 돌아가 여러 사업을 시도했으나 실패했고, 1837년 보스턴에 위치한 머천트 뱅크에서 들어가 평생 근무하였다. 그 사이 6년 간 보스턴 박물관 협회의 회장직을 맡았고, 노예제 폐지 운동에서 윌리엄 L. 개리슨을 지지하였다. 온화하고 논쟁을 싫어하는 성격이었으며, 평생 독신으로 지냈다. 청소년 문제에 관심이 많아 가난한 아이들의 보호자 역할을 하기도 했다.
불핀치는 1867년 5월 27일 보스턴에서 71세로 생애를 마치고 마운트 오번 세메트리의 가족 묘지에 애제자 매튜 에드워드(1837년 ~ 1859년)의 곁에 묻혔다.

## 《불핀치의 신화》
불핀치는 히브리어의 역사를 예증하고자 성경의 시편을 재편성하기도 하였지만, 무엇보다 1881년에 이전에 쓴 세 편의 저작을 편집한 《불핀치의 신화》의 저자로 가장 잘 알려져 있다.
1. 신화의 시대, 또는 신과 영웅의 이야기 (1855년)
2. 기사의 시도, 또는 전설의 아서 왕 (1858년)
3. 샤를마뉴의 전설, 또는 중세의 로맨스 (1863년)

《불핀치의 신화》는 신화를 대중화한 고전 작품으로, 1855년 출판된 첫 작품 신화의 시대가 나온 뒤 세기를 뛰어넘어 160년 후인 현재에도 여전히 널리 읽히는 그리스 로마 신화의 표준이다. 이 편집본은 그가 죽은 후 에드워드 에버렛 헤일이 정리한 것으로, 각각 로마 이야기, 브리튼 이야기, 프랑스 이야기로 알려진 신화적 전설에 속하는 다양한 이야기를 실었다. 불핀치는 머리말에 다음과 같이 썼다.
"우리의 책은 학자들을 위해 씌어진 것이 아니다. 신학자를 위한 책도, 철학자를 위한 책도 아니다. 영문학 독자를 위한 책에 가깝다. 남녀 구별 같은 것도 없다. 말하자면 가두 연설가나 강연가나 비평가나 시인이 자주 인용하는 이야기, 일상의 격조 높은 대화에서도 자주 등장하는 이야기를 하나도 빠짐없이 이해하고 싶어하는 사람들을 위한 책인 것이다."
처음 책은 헨리 워즈워스 롱펠로에게 헌정되었으며, 속표지에는 "신화의 대중화하고 우아한 문학의 향유를 넓히는 시도"라고 기술되어 있다. 불핀치는 머리말에서 그의 대략적인 취지를 다음과 같이 밝혔다.
"우리의 책은 이러한 문제를 해결하기 위한 시도로, 신화 속의 이야기를 즐거움의 원천이 되는 방법으로 얘기를 풀어가고자 한다. 우리는 독자 여러분이 어디서 그러한 이야기를 대할지라도, 곧 그것이 이것이구나하고 알 수 있도록 고대의 가장 믿을 만한 책을 가지고 이 이야기를 정확하게 전달하려고 애썼다. 이와 같이 우리는 신화를 딱딱한 학문으로서가 아니라 유연한 학문으로서 제시하려고 생각한다. 즉 우리들의 책에 옛날 이야기 책의 재미를 곁들여서 교육의 중요한 일부분인 지식을 여러분에게 전달하려고 한다."
불핀치는 고전 신화를 설명하는 데 대부분 오비디우스와 베르길리우스의 작품을 인용하였다. 북구의 신화는 비숍 토머스 퍼시가 Northern Antiquities(런던, 1770년)라는 제목으로 번역한 제네바의 교수 폴 헨리 말레(1730년 ~ 1807년)의 작품에서 발췌하였다.
《불핀치의 신화》는 독일에서 나온 신화를 처음 공부하는 교양있는 미국인을 위해 출판한 것으로, 불필요하게 폭력적이거나 선정적, 심리학적, 민족지학적인 정보 없이 문학 형식으로 신화를 보여준다. 《불핀치의 신화》는 미국의 많은 공립 학교에서 여전히 교육되고 있다. 마리 샐리 클리어리는 자신의 저서 The Bulfinch Solution: Teaching the Ancient Classics in American Schools(1990년)를 통해 《불핀치의 신화》가 남북 전쟁 전 미국의 넓은 독자층에게 고전 문화를 "대중화"한 책이라고 주장하였다.
불핀치가 개작한 이야기는 미국 고등학교에서 고전 그리스 원문을 그대로 가져온 이디스 해밀턴의 신화 작품에 의해 대부분 대체되었지만, 여전히 고고학적인 내용은 없어서, 《불핀치의 신화》 호화 도해판이 1979년 성탄절 메트로폴리탄 미술관 카탈로그에 실렸다.

## 참고 문헌
- Marie Sally Cleary, Myths for the Millions. Thomas Bulfinch, His America, and His Mythology Book. Kulturtransfer und Geschlechterforschung, 4. Frankfurt am Main: Peter Lang, 2007. pp. xvi, 414.